# Escapa de la Biblioteca del Sr. Lemonchelo
Escapa de la Biblioteca del Sr. Lemonchelo (en inglés: 'Escape from Mr. Lemoncello's Library') es una película para televisión del año 2017 producida por Nickelodeon que está basada en el libro del mismo nombre. El reparto de actores es Casey Simpson, Breanna Yde, Klarke Pipkin, Angel Luis Rivera Jr., Ty Nicolas Consiglio y Russell Roberts.

## Sinopsis
El famoso juguetero Luigi Lemonchelo está emocionado con su nueva creación: una biblioteca súper tecnológica. Nueve niños conocerán la biblioteca y todos sus secretos, descubriendo mundos fantásticos.

## Reparto
- Casey Simpson como Kyle Keeley
- Breanna Yde como Akimi Hughes
- Klarke Pipkin como Sierra Russell
- Angel Luis Rivera Jr. como Andrew Peckelman
- Ty Nicolas Consiglio como Charles Chiltington
- Russell Roberts como el señor Luigi Lemoncello
- Patti Allan como Señora Tobin
- Katey Hoffman como Dr. Zinchenko
- Hayley Scherpenisse como Haley Dayley
- Sean Campbell como Señor Keeley
- Tanya Champoux como Señora Keeley
- Graham Verchere como Curtis Keeley
- Samuel Braun como Mike Keeley
- Hannah Cheramy como Rose Vermette
- Dylan Kingwell como Sean Keegan
- Lily Killam como Bridgette Wadge
- Anantjot S Aneja como Miguel Fernandez
- Jena Skodje como Yasmeen Herrero-Snyder
- Simon Pidgeon y Devyn Dalton como Hansel y Gretel
- John DeSantis como  monstruo de Frankenstein
- Brin Alexander como Hombre lobo
- Alexander Mandra como Drácula
- Breanna Watkins como Bruja Malvada del Este

### Voces en la versión original
- Dana Snyder como Troll de Las tres cabras macho Gruff
- Kari Wahlgren cuando Charlotte de la telaraña de Carlota

## Producción
La película se filmó  en Vancouver, británico Columbia, Canadá.